# Malignes Neuroleptika-Syndrom
Das  maligne Neuroleptika-Syndrom (MNS, auch: malignes neuroleptisches Syndrom) ist eine seltene Nebenwirkung der Einnahme von Neuroleptika. Es stellt einen in der Psychiatrie gefürchteten Notfall dar, weil es schnell verläuft und rasch lebensbedrohliche Komplikationen verursachen kann.

## Entstehung des MNS

### Dopaminmangel-Hypothesen
Es existieren verschiedene Hypothesen zur Entstehung des MNS. Als Ursache wird generell ein Dopaminmangel durch postsynaptische D2-Blockade vermutet. Wodurch Muskelsteife und -zerfall (siehe Symptome) bedingt sind, ist bislang ungeklärt.

### Risiko eines MNS
Das maligne neuroleptische Syndrom kann im Prinzip jederzeit während einer Neuroleptika-Therapie entstehen. 96 Prozent aller MNS-Fälle treten jedoch innerhalb von 4 Wochen nach Beginn der Einnahme auf, wiederum die meisten davon in den ersten 3 Tagen. Neben Neuroleptika kommen auch andere ZNS-wirksame Stoffe als Auslöser in Frage.
Selten kann ein MNS auch nach einer Dosiserhöhung oder während einer niedrig dosierten Behandlung auftreten (dies nur bei hochpotenten Substanzen wie Haloperidol).
Das Risiko eines MNS ist bei den atypischen Neuroleptika offenbar geringer als bei den älteren Substanzen. Dennoch lässt sich auch hierbei das Auftreten eines MNS nicht gänzlich ausschließen (während etwa um 1970–1980 noch angenommen wurde, dass beispielsweise Clozapin kein MNS auslöst).

### Auslösende Arzneistoffe
Als Auslöser eines MNS kommen unter anderen folgende Arzneistoffe in Betracht:
- Carbamazepin
- Chlorpromazin, Perazin, Pipamperon, Triflupromazin (niederpotente Neuroleptika)
- Chlorprothixen, Flupentixol (Thioxanthene)
- Desipramin, Trimipramin (Trizyklische Antidepressiva)
- Domperidon, Metoclopramid (Prokinetika)
- Fluphenazin, Perphenazin (Phenothiazine allgemein)
- Haloperidol, Benperidol, Melperon (Butyrophenone)
- Lithium
- Pimozid
- Quetiapin (Seroquel)
- Risperidon, Aripiprazol (alle atypischen Neuroleptika)
- Sertralin, Escitalopram (SSRI)
- Sulpirid, Amisulprid (Benzamide)
- Tiaprid
- Venlafaxin (SSNRI)
- Olanzapin

### Risikofaktoren
Die Entstehung des malignen neuroleptischen Syndroms kann durch Risikofaktoren begünstigt werden.
Dazu zählen beispielsweise:
- MNS in der Anamnese
  - speziell in den ersten beiden Wochen nach einem MNS besteht ein extremes Risiko des Wiederauftretens
- rasche Dosiserhöhung eines Neuroleptikums
- Einnahme hochpotenter (stark antipsychotisch wirkender) Neuroleptika
- hohe Dosierung
- bestehende Gehirnschäden
- Neuroleptika-Verabreichung an Kinder oder Jugendliche
- parenterale Neuroleptika-Verabreichung (i. v., i. m.)

## Symptome
Das maligne neuroleptische Syndrom ist gekennzeichnet durch
- extrapyramidal-motorische Störungen – darunter
  - Akinese, Rigor (typisch); extreme Muskelsteife (Rigidität) (ähnlich dem Befund bei maligner Hyperthermie)
  - nur gelegentlich: Tremor
  - Hyporeflexie
  - Opisthotonus, Trismus
  - Blickkrämpfe

- vegetative Entgleisung – beispielsweise mit
  - Hyperthermie (typisch), starkem Schwitzen
  - Tachykardie, Tachypnoe, Blutdruckänderungen
  - Harn- bzw. Stuhlinkontinenz oder Harnverhalt

- psychische Störungen – z. B.
  - Stupor
  - Verwirrtheit
  - Mutismus
  - Bewusstseinsstörungen bis zum Koma
  - Katatonie

- auffällige Laborbefunde – etwa
  - extreme CK- sowie Transaminasen-Erhöhung
  - Myoglobinurie (bei Rhabdomyolyse)
  - Leukozytose
  - metabolische Azidose

## Differenzialdiagnose
Dem MNS ähnliche Bilder können auftreten bei
- Serotonin-Syndrom
- Maligner Hyperthermie (in der Anästhesie)
- Hitzschlag
- hypokinetischer Krise (beim Parkinson-Syndrom)
- Infektionen des ZNS
- Drogengebrauch
- febriler Katatonie (bei schizophrener Psychose)

## Behandlung
Wichtigste Maßnahme und kausale Therapie ist das Absetzen des auslösenden Medikaments.
Alle weiteren Maßnahmen sind eher unterstützend und beziehen sich auf die Sicherung der Vitalfunktionen (ggf. Beatmung, Rehydratation) und auf die Vermeidung weiterer Komplikationen (etwa durch Wadenwickel zur Fiebersenkung).
An Medikamenten werden u. a. eingesetzt:
- Heparin zur Thrombose- und Embolie-Prophylaxe
- Benzodiazepine zur Muskelrelaxation, auch zur Sedation
- Dantrolen zur Beherrschung der Muskelrigidität (siehe maligne Hyperthermie)
- Amantadin oder Bromocriptin zur Behebung der Akinese und der Parkinson-Symptome

## Verlauf und Prognose
Das MNS beginnt meistens hochakut und fulminant. Die Eintrübung sowie besonders Muskelstarre und Fieber können dabei  rasch zunehmen und schnell eine lebensgefährliche Dekompensation (Endpunkt: Multiorganversagen) bewirken. Das maligne neuroleptische Syndrom muss darum auf der Intensivstation behandelt werden.
Die Letalität des MNS beträgt unbehandelt (s. d.) bis 20 Prozent. Sie ist in letzter Zeit rückläufig.
Entscheidend für den Verlauf des MNS sind
- das Erkennen der Erkrankung und
- das sofortige Absetzen des Neuroleptikums.

Die Dauer einer MNS-Erkrankung beträgt insgesamt etwa 5–10 Tage.
Ein malignes neuroleptisches Syndrom kann in der Zeit nach überstandener Erkrankung besonders schnell wieder auftreten. Daher kann jegliche neuroleptische Medikation nur extrem vorsichtig wieder aufgenommen werden, möglichst mit niederpotenten Stoffen oder atypischen Neuroleptika und in niedrigen Dosen.